# Oration
Oration var en typ av tal som hölls inom 1600-talets universitetsväsende och som fortfarande kan förekomma i olika högtidligt formella sammanhang.
I orationerna använde man sig av och övade sig i den klassiska retorikens finesser och stilgrepp. De var en återkommande och festlig händelse i universitetslivet, om än inte lika grundläggande och vanlig som disputationen, och var ett krav för att uppnå graden magister. De arrangerades av professorer i retorik eller poesi. Minst 372 orationer hölls vid Uppsala universitet under 1600-talet, mellan 1638 och 1699 nästan 200 vid akademien i Åbo och mellan 1635 och 1655 drygt 200 vid universitetet i Dorpat.
Många orationer var någon form av hyllningstal; exempelvis hölls under 1630-talet många orationer till något svenskt landskap. I den mån orationen klamrat sig kvar i universitetsvärlden som utanför, är betydelsen ändrad till högtidligt tal eller hyllningstal utan någon betydelse för examina.

## Etymologi och användning
Oration kommer från latinets oratio, 'tal', till orera, av latinets orare ’tala’, som på modern svenska betyder att "tala länge (och högstämt) om något, ofta till någon tämligen ointresserad lyssnare". I denna betydelse finns ordet belagt sedan 1805.
I äldre texter (från 1600- och 1700-talen) avsåg orera dock "högtidligt tal i skola, vid universitet eller prästmöte och dylikt, eller i fråga om retorisk talövning i skola".
Till verbet orera finns förutom  oration, även substantiven orerande och orering, med betydelsen högtidstal eller tal i samband med disputation.